# Ji Mingyi
Ji Mingyi (季銘義T, 季铭义S, Jì MíngyìP; Dalian, 15 dicembre 1980) è un ex calciatore cinese, di ruolo difensore.

## Palmarès

### Club

#### Competizioni nazionali
- Campionato cinese: 4

Dalian Shide: 2000, 2001, 2002, 2005